# Strada nazionale 115
La strada nazionale 115 era una strada nazionale del Regno d'Italia, che collegava Tempio Pausania a Palau e, attraverso una diramazione, a Santa Teresa di Gallura.
Venne istituita nel 1923 con il percorso "Da Tempio Pausania alla Marina di Palau con diramazione per S. Teresa di Gallura".
Nel 1928, in seguito all'istituzione dell'Azienda Autonoma Statale della Strada (AASS) e alla contemporanea ridefinizione della rete stradale nazionale, il suo tracciato costituì l'intera strada statale 133 di Santa Teresa di Gallura e di Palau, mentre quello della diramazione costituì l'intera strada statale 133 bis di Santa Teresa di Gallura e di Palau.